# Anthaxia eupoeta
Anthaxia (Haplanthaxia) eupoeta – gatunek chrząszcza z rodziny bogatkowatych, podrodziny Buprestinae i plemienia Anthaxiini.
Gatunek ten został opisany w 1928 przez Jana Obenbergera. W obrębie rodzaju Anthaxia (kwietniczek) należy do podrodzaju Haplanthaxia, a w nim do grupy gatunków Anthaxia rothkirchi species-group.
Ciało długości od 4,2 do 5,7 mm, metaliczne, ubarwione zielonkawoniebiesko, zielonkawomosiężnie lub niebiesko. Czoło w zarysie proste, a oczy wystające poza obrys przedplecza. Rzeźba przedplecza złożona z regularnie rozmieszczonych oczek opatrzonych ziarenkami środkowymi. Na pokrywach obecne krótkie, jasne włoski. Piłkowanie pokryw wyraźne i regularne.
Kwietniczek ten znany jest z Demokratycznej Republiki Konga i Ugandy.